# Höherer Kommandeur der Flakartillerie im Luftkreis IV
Der Höhere Kommandeur der Flakartillerie im Luftkreis IV war eine Dienststelle in Brigadestärke der Luftwaffe in den 1930er Jahren. Die Aufstellung des Brigadestabes erfolgte am 1. Oktober 1935 mit Gefechtsstand in Münster. Einziger Kommandeur war der Oberst und spätere Generalmajor Johannes Lentzsch. Ihm oblag als höherem Kommandeur und Truppenvorgesetztem die operative Führung der Flakkräfte im Großraum Westfalen-Ruhrgebiet-Rheinland-Rhein-Main-Gebiet-Manheim. Ihm unterstellt waren am 1. Oktober 1935 folgende Flak-Regimenter:
- Flak-Regiment 4 im Raum Dortmund
- Flak-Regiment 7 im Raum Wolfenbüttel
- Flak-Regiment 9 im Raum Münster

Bis zum 1. Oktober 1937 stieg die Zahl der unterstellten Flakverbände stark an, sodass zu diesem Zeitpunkt folgende Verbände unterstellt waren:
- Flak-Regiment 04 im Raum Dortmund
- Flak-Regiment 14 im Raum Lüdenscheid-Bonn
- Flak-Regiment 24 im Raum Iserlohn-Menden
- Flak-Regiment 29 im Raum Frankfurt am Main
- Flak-Regiment 24 im Raum Münster
- Flak-Regiment 44 im Raum Essen
- Flak-Regiment 49 im Raum Mannheim
- Flak-Regiment 54 im Raum Duisburg
- Flak-Regiment 74 im Raum Köln

Zum 30. Juni 1938 wurde die Dienststelle infolge von Strukturveränderungen abgewickelt. Die unterstellten Flak-Regimenter wurden anderen Brigadestäben zugeordnet.